# Zambra (singolo)
Zambra è un singolo dei Kunsertu pubblicato nel 1994.

## Tracce
1. Zambra
2. Girannu pa città